# Orlando Jiménez Leal
Orlando Jiménez Leal (La Habana, 1941), es un director de cine cubano que actualmente reside en Miami (Florida).

## Biografía
Desde su juventud comenzó como camarógrafo, bajo el tutelaje de José (Pepin) Guerra Alemán trabajó para el noticiario Cineperiódico donde realizó reportajes y noticieros. En 1961 filmó el cortometraje PM, censurado y requisado por el régimen castrista, provocando una polémica político-cultural y el famoso discurso de Castro "Palabras a los intelectuales", donde se define la política cultural del Gobierno Cubano.
Su filme El Súper (1979), recibió el Gran Premio del Festival de Manheim, el Premio de la Asociation de Cinéma d'Art et d'Essay en el Festival de Biarritz y seleccionado para la muestra del Festival de Cine de Venecia. En 1983 realizó para la RAI el largometraje documental La Otra Cuba.

En 1984 coodirigió junto a Néstor Almendros el documental Conducta impropia, que obtuvo el primer premio del Festival de los Derechos del Hombre Estrasburgo y el de Mejor Documental del Festival de Cine de Barcelona. La cinta refleja una panorámica histórica de la represión que se llevó a cabo en Cuba contra todos aquellos cuya conducta personal se salía de los parámetros establecidos por el castrismo. Vincent Canby, en su crítica del The New York Times escribió:
"Conducta Impropia es una crítica inteligente a la revolución cubana. El testimonio es tan brutal como convincente".
También dirigió para la RAI en 1992 8-A (Ochoa) acerca del juicio y ejecución del general Arnaldo Ochoa Sánchez, el oficial de más alto grado en el ejército cubano, que había sido condecorado por Fidel Castro como Héroe de la República de Cuba. El día después de su ejecución un críptico grafiti (8-A) apareció en las paredes de La Habana. Recientemente ha sido publicado en Madrid en forma de libro el guion del Conducta impropia con el DVD incluido, editado por la Editorial Egales Madrid-Barcelona (2008).

## Películas dirigidas por Orlando Jimenez Leal
En orden cronológico
1992 |  8-A | Documental, Historia
1984 | Conducta impropia | Documental, Historia
1984 | La Otra Cuba |
1980 | Me Olvidé de Vivir |
1979 | El Super | Comedia
1961 | P.M. | Documental